# マルヴァン・マルタン
マルヴァン・マルタン（Marvin Martin、フランス語発音: [maʁ.vin maʁ.tɛ̃]、1988年1月10日 - ）は、フランス・パリ出身のサッカー選手。元フランス代表。ポジションはMF。

## 経歴

### クラブ

#### 初期の経歴
セーヌ川南岸のパリ14区に生まれ、パリメトロ13号線のポルト・ド・ヴァンヴ駅沿線で育った。6歳の時にClub Athlétique de Parisでサッカーを始め、2年後には南パリ郊外のモンルージュCFというクラブに入団した。1998年、フランス代表が母国開催の1998 FIFAワールドカップで優勝したことで、マルタンのサッカーへの傾倒はいっそう強まった。彼はこの優勝を「プロサッカー選手になりたいと思った瞬間」と語っている。モンルージュではハテム・ベン・アルファ、イシアル・ディア、フラヴィアン・ベルソン (Flavien Belson) 、ドミニク・マロンガ (Dominique Malonga) などとともにプレーした。U-13チーム在籍時、この4人は1997年のクープ・ド・パリ決勝でパリ・サンジェルマンFCのU-13チームを破ってモンルージュに優勝をもたらした。この大会で能力を示したマルタンはFCソショーからトライアルのオファーを受け、パリから遠く離れたフランシュ＝コンテ地域圏のモンベリアルまで旅した。スタッド・オーギュウスト・ボナール (Stade Auguste Bonal) で行われたトライアルマッチで活躍を見せ、2002年夏にFCソショーの下部組織に入団した。

#### FCソショー
下部組織時代
育成に定評のあるソショーの下部組織に入団すると、すぐにリャド・ブデブズ（2歳年下）、スロアン・プリヴァ（1歳年下）、ジェフリー・トゥラスネ（同い年）、フレデリク・デュプリュ (Frédéric Duplus) （2歳年下）らと良好な関係を築き、若くしてトップチームに昇格したキャメル・メリアン、ジェレミー・メネズ、メブリュト・エルディンらに影響されて練習に励んだ。2007年、マルタンらのU-19チームはクープ・ガンバルデラに出場し、スタッド・ド・フランスで行われた決勝ではAJオセールのU-19チームにPK戦の末に勝利して優勝した。マルタンを含めた何人かの選手はフランスアマチュア選手権（略称CFA、4部）に所属するFCソショーBに昇格した。2007-08シーズンはFCソショーBでチームトップの32試合に出場して3得点を挙げ、グループ4位でシーズンを終えた。
2008-09シーズン
2008年夏に3年間のプロ契約を結ぶと、トップチームに引き上げられ、フランシス・ギヨー (Francis Gillot) 監督から背番号26を渡された。8月30日、オリンピック・マルセイユ戦 (2-1) で途中出場してトップチームデビューを果たし、オリンピック・マルセイユ戦の2週間後のトゥールーズFC戦 (1-2) では初めて先発出場した。トゥールーズFC戦から5試合連続で先発出場の機会を与えられ、その後は途中出場と先発出場を交互にこなした。2009年5月13日、ASモナコ戦 (3-0) でプロ初得点を決めた。2008-09シーズンはリーグ戦30試合に出場して1得点の結果を残した。
2009-10シーズン
2009年夏にはロメン・ピト (Romain Pitau) がモンペリエHSCに移籍し、ギヨー監督はピトの後釜にマルタンを組み込んだ。8月15日、第2節のFCジロンダン・ボルドー戦ではアシストを決めると宣言した。9月26日のASナンシー戦 (1-2) で1得点し、翌週のル・マンUC戦では決勝点を決めた。2010年1月21日、クラブとの契約を2014年まで延長した。シーズン中にゲームメイク能力が開花し、FCロリアン戦、スタッド・ランス戦、リール戦では決勝点をアシストした。チーム2位の36試合に出場したが、チームは得点力不足から16位に終わった。クープ・ドゥ・フランスではラウンド16でアマチュアクラブのASボーヴェ・オワーズ (AS Beauvais Oise) 戦 (4-1) で2得点するなどして準々決勝進出に貢献した。公式戦通算40試合に出場し、4得点4アシストの成績を残した。
2010-11シーズン
2010年7月27日には不動の司令塔だったステファン・ダルマがスタッド・レンヌに移籍し、マルタンのチームの中での重要性は揺るぎないものとなった。出身地がパリ14区であることに因んで、背番号は14に変更された。8月14日のASサンテティエンヌ戦 (2-3) では2010-11シーズン初得点を決め、はっきりとした結果を出して見せた。サンテティエンヌ戦の翌節のOGCニース戦 (4-0) では地元メディアに魔法の瞬間(moment of magic)と表現されるゴールを決めた。ストライカーのブラウン・イディエやモディボ・マイガ (Modibo Maiga) 、ウイングのニコラ・モーリス＝ブレイと息の合ったプレーを見せ、彼らのゴールを何度もアシストした。2011年1月末リーグ最多となる10個目のアシストを決めた。2010年8月7日のACアルル・アヴィニョン戦(2-1)と11月26日のSMカーン戦 (3-0) では1試合2アシストを決め、5-1と完勝した2011年1月29日のスタッド・ランス戦では1得点1アシストを決めている。トップ下のレギュラーとして37試合に出場し、3得点17アシストを挙げアシスト王に輝いた。FCバルセロナでプレーするシャビ・エルナンデスにあやかって、チームメイトや友人からは冗談半分にリトル・シャビというニックネームを付けられた 。リーグ戦を通しての見事なプレーぶりが評価され、リーグ最優秀若手選手賞の候補にママドゥ・サコー、ヤン・エムヴィラ、アンドレ・アイェウの3人とともにノミネートされた。

#### リール
2012年6月20日、リールに移籍した。

##### ディジョン
2016年7月13日、ディジョンFCOにレンタル移籍した。

#### ランス
2017年8月14日、スタッド・ランスに移籍した。

### 代表

#### U-21フランス代表
ソショーの下部組織でプレーしていた頃は世代別フランス代表の監督から声がかからなかったが、2008年夏にトップチームデビューすると、同年11月にU-21フランス代表に初招集され、U-21デンマーク代表との親善試合でデビューした。この試合に先発出場して61分までプレーし、1-0で勝利した。UEFA U-21欧州選手権予選の残り試合にも起用され、結果的に予選敗退に終わったが、U-21フランス代表としては10試合に出場した。

#### フランスA代表
ソショーでの活躍が評価されて、2011年5月26日、 ローラン・ブラン監督が率いるフランスA代表に初招集された。この招集に対して「夢のようだ」と語り、6月6日のウクライナとの親善試合 (4-1) の76分に途中出場してデビューすると、2得点1アシストの活躍で4-1の快勝に導いた。フランス代表のデビュー戦で2得点を決めたのはジャン・ヴァンサン、ジネディーヌ・ジダン、バフェタンビ・ゴミに次いで4人目であり、プレースタイルも相まって試合後にはジダンと比較された。6月9日のポーランドとの親善試合では先発出場し、12分にはバカリ・サニャに通したロングパスで先制点の起点となった。その後も直接フリーキックやミドルシュートで相手ゴールを脅かすシーンを見せた。

## 個人成績

### クラブでの出場記録
2017年6月12日時点
| クラブ              | シーズン     | 国内リーグ | 国内リーグ | 国内リーグ | 国内カップ | 国内カップ | 国内カップ | 欧州カップ | 欧州カップ | 欧州カップ | 通算 | 通算 | 通算     |
| クラブ              | シーズン     | 出場       | 得点       | アシスト   | 出場       | 得点       | アシスト   | 出場       | 得点       | アシスト   | 出場 | 得点 | アシスト |
| ------------------- | ------------ | ---------- | ---------- | ---------- | ---------- | ---------- | ---------- | ---------- | ---------- | ---------- | ---- | ---- | -------- |
| FCソショー          | 2008-09      | 27         | 1          | 3          | 3          | 0          | 0          | 0          | 0          | 0          | 30   | 1    | 3        |
| FCソショー          | 2009-10      | 36         | 2          | 4          | 4          | 2          | 0          | 0          | 0          | 0          | 40   | 4    | 4        |
| FCソショー          | 2010-11      | 37         | 3          | 17         | 3          | 1          | 0          | 0          | 0          | 0          | 40   | 4    | 17       |
| FCソショー          | 2011-12      | 33         | 2          | 8          | 1          | 0          | 0          | 2          | 0          | 0          | 36   | 2    | 8        |
| FCソショー          | 通算         | 133        | 8          | 32         | 12         | 3          | 0          | 2          | 0          | 0          | 147  | 11   | 32       |
| リール              | 2012-13      | 32         | 0          | 7          | 6          | 0          | 2          | 7          | 0          | 0          | 45   | 0    | 9        |
| リール              | 2013-14      | 20         | 0          | 3          | 2          | 0          | 0          | 0          | 0          | 0          | 22   | 0    | 3        |
| リール              | 2014-15      | 6          | 0          | 0          | 0          | 0          | 0          | 2          | 0          | 0          | 8    | 0    | 0        |
| リール              | 2015-16      | 12         | 0          | 1          | 3          | 0          | 0          | 0          | 0          | 0          | 15   | 0    | 1        |
| リール              | 通算         | 70         | 0          | 11         | 11         | 0          | 2          | 9          | 0          | 0          | 90   | 0    | 13       |
| ディジョンFCO(loan) | 2016-17      | 12         | 0          | 1          | 0          | 0          | 0          | 0          | 0          | 13         | 0    | 0    |          |
| キャリア通算        | キャリア通算 | 215        | 8          | 44         | 23         | 3          | 2          | 11         | 0          | 0          | 250  | 11   | 45       |

### 代表での出場試合数
2012年8月15日時点
| 代表         | シーズン | 出場 | 得点 | アシスト |
| ------------ | -------- | ---- | ---- | -------- |
| フランス代表 | 2010-11  | 2    | 2    | 1        |
| フランス代表 | 2011-12  | 12   | 0    | 2        |
| フランス代表 | 2012-13  | 1    | 0    | 0        |
| 通算         | 通算     | 15   | 2    | 3        |

### 代表での得点
| # | 日時         | 場所       | 相手       | スコア | 結果 | 大会     |
| - | ------------ | ---------- | ---------- | ------ | ---- | -------- |
| 1 | 2011年6月6日 | ドネツィク | ウクライナ | 1-2    | 1-4  | 親善試合 |
| 2 | 2011年6月6日 | ドネツィク | ウクライナ | 1-4    | 1-4  | 親善試合 |

## タイトル
スタッド・ドゥ・ランス
- リーグ2 : 2017-18